# Crossea bellula
Crossea bellula is een slakkensoort uit de familie van de Conradiidae. De wetenschappelijke naam van de soort is voor het eerst geldig gepubliceerd in 1865 door A. Adams.